# John Bowring
Sir John Bowring (en chino 寶寧 o 包令) (Exeter, 17 de octubre de 1792 - Claremont, 23 de noviembre de 1872), político, lingüista, traductor, hispanista, escritor y viajero inglés, cuarto gobernador de Hong Kong.

## Biografía
De familia puritana, fue educado según las doctrinas utilitaristas de Jeremy Bentham. Destacó como un diligente estudioso de lenguas y literaturas extranjeras, especialmente de Europa Oriental. Se relacionó con el lingüista Giuseppe Caspar Mezzofanti y Hans Conon von der Gabelentz y llegó a convertirse en un portentoso políglota que llegó a conocer doscientas lenguas y hablar unas cien, lo que aprovechó para dar a conocer literaturas remotas traduciendo sus textos más significativos. Dominaba, por ejemplo, el francés, el italiano, el español, el portugués, el holandés, el alemán, el sueco, el danés, el ruso, el serbio, el polaco y el checo. Llegó a saber bastante húngaro y árabe y más adelante mandarín, el idioma más hablado en China. Los primeros frutos de su labor vieron la luz en Specimens of the Russian Poets (1821-1823), al que siguió Batavian Anthology (1824), Ancient Poetry and Romances of Spain (1824), Specimens of the Polish Poets, and Serbian Popular Poetry (1827).
En 1811 entró al servicio de Milford & Co., casa que le envió en 1813 a la península ibérica, en plena Guerra de Independencia. Más adelante se estableció por su cuenta y a partir de 1819 viajó intensamente por varios países de Europa. Publicó Observations on the State of Religion and Literature of Spain (1820) y allí fundó el Comité Filohelénico de Madrid para apoyar la Guerra de la independencia de Grecia contra los turcos, causa en la que también estaba comprometido su amigo Edward Blaquiere, que viajó algo después a España; este comité pretendía enviar ayuda económica y militar a los griegos rebeldes, cuyo representante Andreas Louriotis había acudido a Madrid, pero solo algunos periodistas españoles carbonarios como Félix Mejía y Francisco Díaz Morales, entre otros, divulgaron sus peticiones; Evaristo San Miguel no le hizo ningún caso y solo algunos militares españoles voluntarios como el coronel Atanasio Lescura y diversos liberales italianos exiliados marcharon a luchar contra los turcos. Bowring, profundamente liberal y radical, era enemigo de la trata de negros y en 1821 publicó en Madrid y en español su Contestación a las observaciones de D. Juan Bernardo O'Gavan sobre la suerte de los negros de África, y reclamación tra el tratado celebrado con los ingleses en 1817. Con Blaquiere fundó a comienzos de 1823 el Comité Philohelénico de Londres (1823-1826), destinado a recaudar fondos para los independentistas griegos insurgentes, de la que fue secretario; también recogía a mercenarios para luchar en la guerra, y uno de ellos fue el poeta Lord Byron. 
Como experto en Economía Política fundó la Westminster Review, de la que fue editor en 1825. Sus contribuciones a la misma le reputaron como una autoridad en ese campo; abogó en esta tribuna por la liberación de las trabas al comercio, la emancipación católica y la educación popular. En 1828 visitó Holanda, y la Universidad de Groningen le dio el título de doctor en leyes. El año siguiente fue a Dinamarca con vistas a preparar una colección de poesía escandinava. Jeremy Bentham le escogió como agente literario y preparó una edición de sus Obras completas, que apareció en once volúmenes en 1843.
Entró en el parlamento en 1835 y participó en numerosas comisiones; en 1843 publicó su traducción del Manuscript of the Queen's Court, una colección de canciones checas. En 1849 fue elegido cónsul de Gran Bretaña en Cantón, y luego gobernador de Hong Kong desde el 13 de abril de 1854; allí le cupo lidiar con las complicaciones de la segunda guerra del Opio (1856-1860). En 1855 visitó Siam y negoció con el rey Mongkut un tratado de comercio, conocido como Tratado Bowring. Se jubiló en marzo de 1859, aunque todavía realizó una comisión en Italia en 1861 y fue enviado a negociar a Bélgica, Italia, Holanda, España y Suiza. Entre otros honores se le hizo caballero comendador de la Orden del Baño (1854) y fue miembro de la Royal Society y la Royal Geographical Society

## Obras literarias publicadas
- Specimens of the Russian Poets (1821–1823)
- Batavian Anthology (1824)
- Ancient Poetry and Romances of Spain (1824)
- Specimens of the Polish Poets (1827)
- Serbian Popular Poetry (1827)
- Poetry of the Magyars (1830)
- Cheskian Anthology (1832)
- Manuscript of the Queen's Court (1843)
- The Decimal System in Numbers, Coins and Accounts (1854)
- The Kingdom and People of Siam (1857)
- Translation of Peter Schlemihl (1824)
- Translations from Hungarian poet Alexander Petofi (1866)
- Various other pamphlets